# Лакхай (упазіла)
Лакха́й (бенг. লাখাই, англ. Lakhai) — одна з 8 упазіл зіли Хабігандж регіону Сілхет Бангладеш, розташована на заході зіли.
Населення — 129 677 осіб (2008; 110 319 в 1991).

## Адміністративний поділ
До складу упазіли входять 6 вардів:
| Зіла     | Площа, км² | Населення, осіб (2008) |
| -------- | ---------- | ---------------------- |
| Бамай    | -          | 21844                  |
| Булла    | -          | 18756                  |
| Караб    | -          | 17980                  |
| Лакхай   | -          | 22558                  |
| Муракарі | -          | 29134                  |
| Мур'яук  | -          | 19405                  |